# Apodrosus empherefasciatus
Apodrosus empherefasciatus (лат.) — вид жуков-долгоносиков из подсемейства Entiminae (Polydrusini). Название происходит от греческого термина «empheres», означающего «напоминающий», и латинского термина «фасция», означающего «полоса, лента», по отношению к явной полосатой окраске надкрылий.

## Распространение
Северная Америка: Багамские острова.

## Описание
Жуки-долгоносики мелких размеров, длина тела от 3,0 до 5,0 мм. От близких видов (Apodrosus adustus и Apodrosus quisqueyanus) отличается его более или менее однородной окраской. Форма тела вытянутая, длина в 2,5 раза больше ширины. Рострум немного длиннее головы. Основная окраска желтовато-коричневая с беловатым налётом. Крылья и плечевые бугры развиты. Усики 12-члениковые. Нижнечелюстные щупики 3-члениковые, нижнегубные щупики состоят из трёх сегментов. Вид был впервые описан в 2010 году в ходе родовой ревизии, проведённой пуэрто-риканскими энтомологами Jennifer C. Girón и Nico M. Franz (Department of Biology, Университет Пуэрто-Рико, Маягуэс, Пуэрто-Рико).